# Wartheland

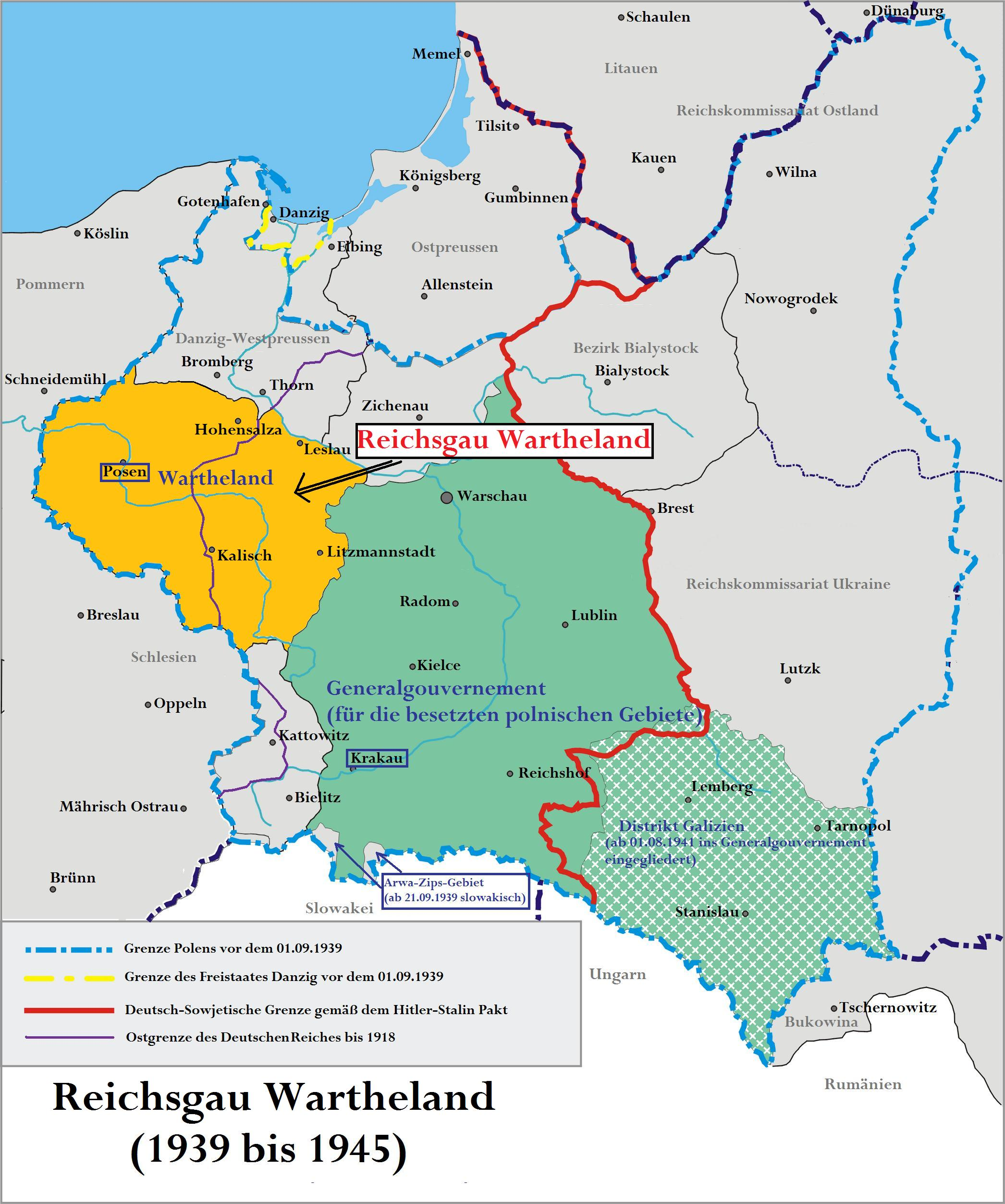
Der Reichsgau Wartheland (orange hinterlegt) lag etwa je zur Hälfte östlich und westlich der Grenze des Deutschen Reiches vor 1918

Der Reichsgau Wartheland (polnisch Okręg Rzeszy Kraj Warty) oder verkürzt Warthegau (polnisch Okręg Warcki) bestand im Verband des Deutschen Reiches von 1939 bis 1945. Das Territorium kam nach der deutschen Besetzung Polens infolge einer völkerrechtswidrigen Annexion zum Deutschen Reich. Seinen Namen hatte es von der Warthe, die es vom Südosten zum Nordwesten durchfließt. Flächenmäßig umfasste der Reichsgau Wartheland im Wesentlichen die Landschaft Großpolen. Bei einer Einwohnerzahl von 4.693.722 zum Stichtag 17. Mai 1939 (darunter 327.000 Deutsche) betrug die Fläche des Reichsgaus 43.905,19 km².

## Geschichte
Das seit Jahrhunderten polnische Kerngebiet Großpolen fiel 1793 mit der Zweiten Teilung Polens an Preußen und bildete bis zum Frieden von Tilsit 1807 die Provinz Südpreußen. Bis 1815 Teil des Herzogtums Warschau, wurde der westliche Teil auf dem Wiener Kongress dem Königreich Preußen als Provinz Posen zugeschlagen, die nach 1918 bis auf die mehrheitlich deutschsprachigen Randgebiete (Grenzmark Posen-Westpreußen) an Polen fiel. Der östliche Teil kam zum neu geschaffenen Kongresspolen, als Teil des Russischen Kaiserreiches. 1916 wurde dieses Territorium unter der Herrschaft der Mittelmächte zu einem Teil des Regentschaftskönigreichs Polen deklariert. Ab 1919 gehörte Großpolen zur neu gegründeten Republik Polen und geriet 1939 mit dem Beginn des Zweiten Weltkriegs in Europa wieder unter deutsche Herrschaft.

### Annexion polnischen Gebietes

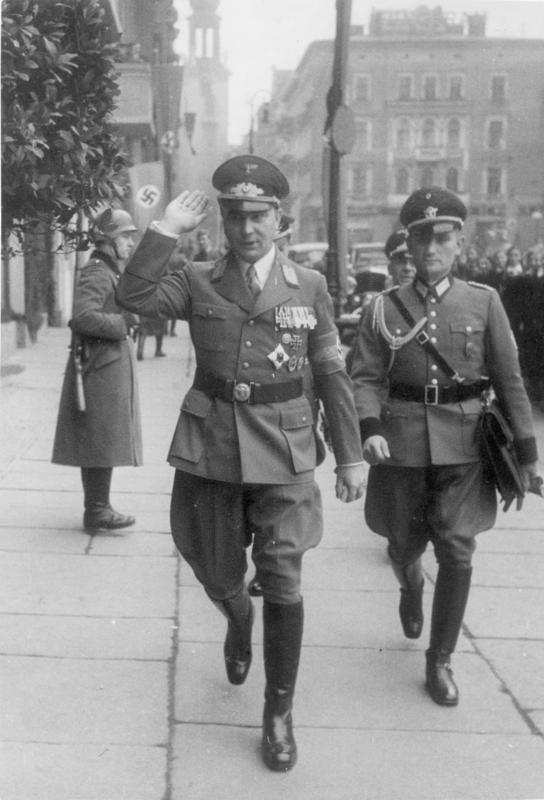
Arthur Greiser in Posen, Oktober 1939

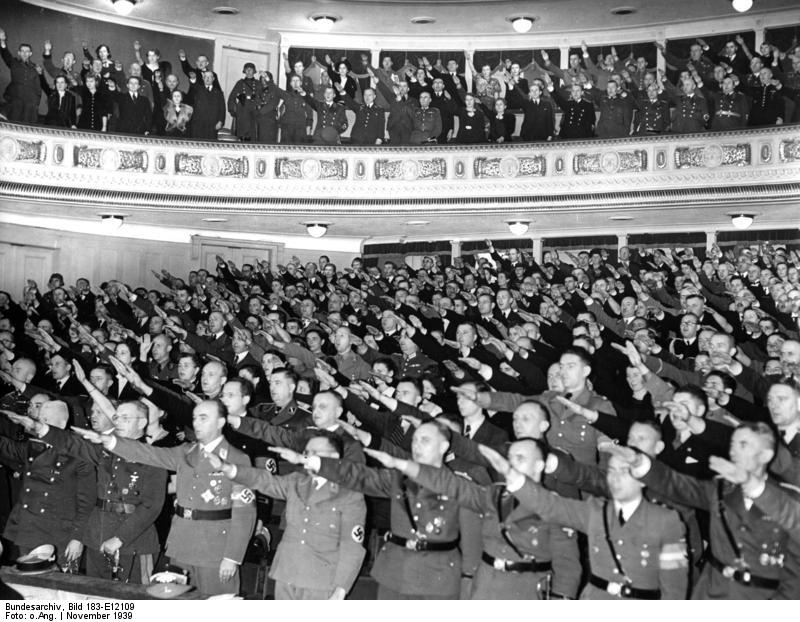
NS-Feierstunde im Stadttheater Posen, November 1939

Während des Überfalls auf Polen im September 1939 wurde im westlichen Polen der deutsche Militärbezirk Posen eingerichtet. Dieser umfasste ganz oder teilweise die westlichen Woiwodschaften Polens. Er grenzte im Nordwesten, Westen und Südwesten an die vorherige deutsche Reichsgrenze von 1937/39 (preußische Provinzen Pommern, Brandenburg und Schlesien) und folgte im Norden im Wesentlichen dem Lauf der Netze und der mittleren Weichsel. Im Osten verlief die Abgrenzung von der Weichsel westlich an Łódź vorbei bis zur schlesischen Grenze. Sie griff dabei über die 1918 bestehende Ostgrenze der preußischen Provinz Posen und des Deutschen Reichs hinaus. Zum Chef der Zivilverwaltung in Posen (polnisch Poznań) wurde der ehemalige Danziger Senatspräsident und NSDAP-Parteigänger Arthur Greiser bestellt.
Schon Mitte Oktober 1939 fand mit der „Blutnacht von Hohensalza“ die erste große deutsche Gewaltmaßnahme statt. Es wurden nachweislich 59 polnische und deutsch-polnische Bürger ermordet.
Mit dem 26. Oktober 1939 wurde der Militärbezirk Posen in das Deutsche Reich eingegliedert, und zwar nicht als neue Provinz in das Land Preußen, sondern in seinen bisherigen Grenzen als neuer Reichsgau Posen mit Verwaltungssitz in Posen. Zum Reichsstatthalter wurde der bisherige Chef der Zivilverwaltung Greiser ernannt.
Die zunächst noch ungeklärte Grenze zum neuen Generalgouvernement für die besetzten polnischen Gebiete wurde am 9. November 1939 durch Eingliederung des Industriegebietes von Łódź, jetzt „Lodsch“ genannt, nach Osten verschoben und am 20. November 1939 endgültig abgerundet und festgelegt. Bestrebungen, diese Grenze noch weiter nach Osten zu verschieben, wurden für die Dauer des Krieges zurückgestellt und kamen damit nicht mehr zum Zuge.
Seit dem 29. Januar 1940 galt für den Reichsgau die Bezeichnung Wartheland. Als „Organ der Nationalsozialistischen Deutschen Arbeiterpartei und Verkündungsblatt des Reichsstatthalters im Reichsgau Wartheland und seiner Behörden“ diente ab dem 1. November 1939 der Ostdeutsche Beobachter.

### Zwangsgermanisierung und Holocaust

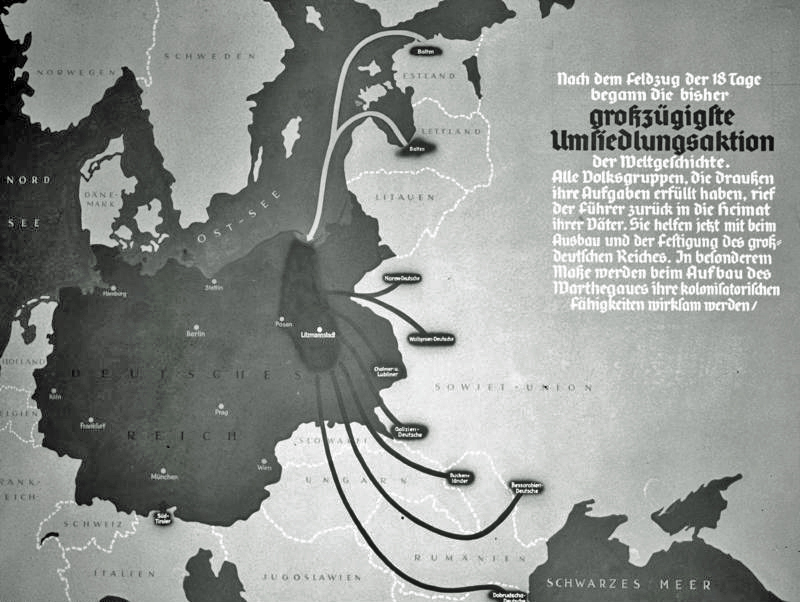
Herkunft der im Wartheland angesiedelten Volksdeutschen (zeitgenössische Propagandakarte)

Im westlichen Teil (Provinz Posen) stellten deutsche Muttersprachler zum Zeitpunkt der preußischen Volkszählung von 1910 rund 37 % der Gesamtbevölkerung. Nach der Eingliederung dieser Provinz in Polen (1919) im Zuge des Versailler Vertrages verließen zahlreiche Deutsche das Gebiet, so dass zu Beginn des Zweiten Weltkriegs Deutsche weniger als 15 % der Gesamtbevölkerung ausmachten. Gleichzeitig wurde eine Industrialisierungspolitik eingeleitet (insbesondere im Raum Posen und Bromberg) mit dem Ziel einer Ansiedelung einer möglichst hohen Zahl von Polen.
Im östlichen Teil des Warthelandes, das auch vor 1919 nicht zum deutschen Staatsgebiet gehört hatte, gab es lediglich einige im 18. Jahrhundert gegründete deutschsprachige Streusiedelungen (Hauländereien); ferner eine deutsche Minderheit im Raum Łódź, die sich während des textilindustriellen Booms („Manchester des Ostens“) um 1850 dort angesiedelt hatte. Insgesamt stellten Deutsche oder sich als Deutsche verstehende Polen jedoch im Jahre 1939 in diesem Gebiet des Warthelandes nicht mehr als drei Prozent der Gesamtbevölkerung. Ziel der NS-Politik im Wartheland war es, dieses Gebiet so schnell wie möglich zu „germanisieren“.
Im westlichen Teil des Landes war man zunächst bestrebt, die ethnischen Verhältnisse aus der Zeit vor dem Posener Aufstand (1918–1919) wiederherzustellen. Dabei griff man nicht allein zur Restitution (Rückgabe) von unter polnischer Verwaltung enteignetem Agrarbesitz für deutsche Rücksiedler, bei gleichzeitiger Ausweisung von nach 1919 zugewanderten Polen; es wurde auch durch Neuansiedelung weiterer Deutscher versucht, eine deutsche Bevölkerungsmehrheit herzustellen – der dafür geprägte Begriff war Umsiedler.

„Verordnung des Reichsstatthalters von Posen über die Errichtung einer deutschen Volksliste“ vom 28. Oktober 1939

Ferner wurde eine harte Assimilationspolitik mittels der sogenannten „Deutschen Volksliste“ betrieben. Dabei wurde die Bevölkerung in verschiedene Gruppen eingeteilt:
- Volksliste I: „Bekenntnisdeutsche“, die sich vor dem Krieg für das „deutsche Volkstum“ eingesetzt hatten (Volksdeutsche)
- Volksliste II: Deutschstämmige, deren Familien an deutscher Sprache und Kultur festgehalten hatten
- Volksliste III: im Sinne der NS-Politik auf Widerruf „zur Eindeutschung fähige Menschen“ (Eingedeutschte)
- Volksliste IV: gemäß „Rassegutachten“ nach Umerziehung im „Alt-Reich“ zur Eindeutschung fähige „Schutzangehörige“ (Rückgedeutschte)
- Volksliste V: Nicht Eindeutschungsfähige

Als „nicht eindeutschungsfähig“ eingestufte Personen (insbesondere Personen jüdischen Glaubens) wurden von der SS aus dem Warthegau ins Generalgouvernement deportiert.

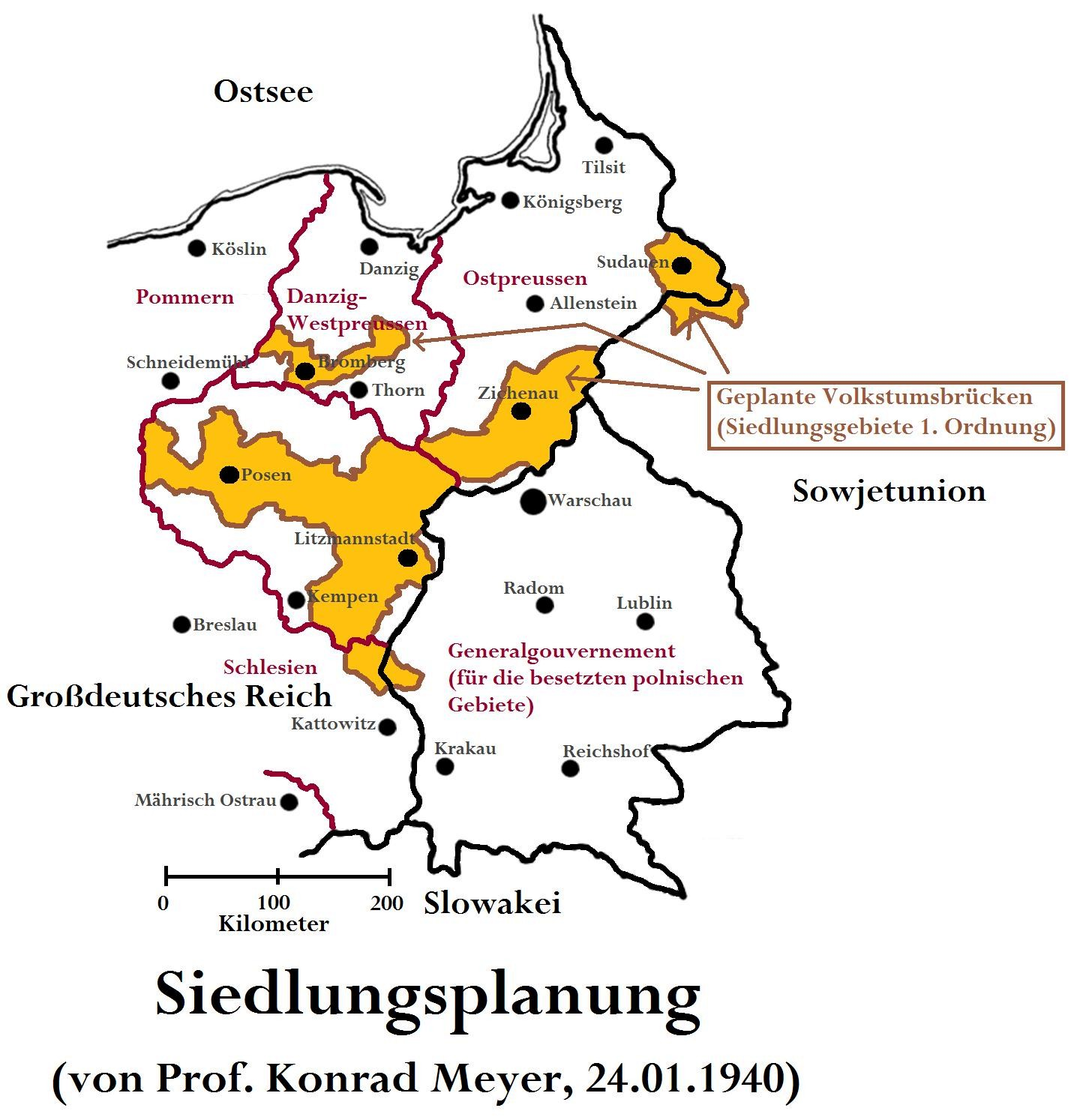
Geplante sogenannte deutsche Volkstumsbrücken (Siedlungsplanung), d. h. vollständig deutsch zu besiedelnde Gebiete

Verantwortlich für die Umsetzung dieser Politik war der Leiter des Reichssicherheitshauptamts Heinrich Himmler. Himmler war am 7. Oktober durch Hitler dafür zum Reichskommissar für die Festigung deutschen Volkstums ernannt worden. Bereits am 30. Oktober 1939 ordnete Himmler die Germanisierung des Gebiets an. Hierzu wurden stufenweise mehrere Pläne erstellt.
- Der sogenannte Erste Nahplan wurde bis zum 17. Dezember 1939 realisiert und umfasste die Deportation von 87.883 Menschen (so genannte ethnische Polen und Juden) ins Generalgouvernement.
- Im Zuge des Zwischenplans wurden vom 10. Februar bis zum 15. März 1940 insgesamt 40.128 Menschen deportiert.
- Die größten Deportationen fanden im Rahmen des Zweiten Nahplans von Mai 1940 bis zum 20. Januar 1941 statt und betrafen insgesamt 121.594 Menschen.

Darüber hinaus wurden bis zum 15. März 1941 weitere 19.226 Personen ins Generalgouvernement gebracht. Diese Angaben ergeben zusammen eine Deportiertenzahl von 280.606 Personen. Einige Historiker vermuten sogar höhere Deportiertenzahlen, bis zu einem Maximum von 650.000 Personen.
Die Deportationen erfolgten unter der Aufsicht des SD und mit der Unterstützung von Gendarmerie, Schutzpolizei, Volksdeutschem Selbstschutz sowie SA- und SS-Einheiten. Die Deportierten kamen zunächst in speziell eingerichtete Übergangslager, von denen das größte in Posens Stadtteil Główna eingerichtet wurde. In diesen Lagern litten die Internierten häufig unter Hunger, Kälte, Krankheiten und schlechten sanitären Verhältnissen. Sie wurden anschließend weiter in andere Lager im Generalgouvernement Polen transportiert, zumeist mit Güterwaggons, und gelangten schließlich in die deutschen Vernichtungslager. Den Deportierten wurde meist nur zwischen einer und 24 Stunden Zeit gelassen, ihr Hab und Gut einzupacken. Es war zumeist nur die Mitnahme von warmer Kleidung, Decken, Trink- und Essgefäßen, Lebensmittel für einige Tage, einer kleinen Menge Geld (ab Dezember 1940: Polen 50 Reichsmark, Juden 25 Reichsmark) und Dokumenten erlaubt. Ein Gesamtgewicht von zunächst 12 kg, später 25 oder 30 kg pro Erwachsenem durfte nicht überschritten werden (für Kinder galt jeweils die Hälfte). Widerstand gegen die Deportationen wurde mit Waffengewalt gebrochen.
Zusätzlich wurden im Rahmen des Holocaust im Wartheland mehrere jüdische Ghettos errichtet. Das größte darunter war das im Februar 1940 eingerichtete Ghetto Lodsch/Litzmannstadt, wo insgesamt 160.000 Juden unter menschenunwürdigen Bedingungen leben mussten. Das Ghetto wurde 1944 aufgelöst, die meisten Insassen zur Zwangsarbeit im Reich oder in Vernichtungslager, anfangs vorwiegend in das im Gebiet des Reichsgaus befindliche Vernichtungslager Kulmhof, später nach Auschwitz-Birkenau, deportiert.
Das Vernichtungslager Kulmhof war im Dezember 1941 durch das Sonderkommando Lange eingerichtet worden, ab 1942 wurde es von Hans Bothmann geführt. Vor der Öffnung des Lagers hatte Einsatzgruppenleiter Herbert Lange bereits Tausende psychisch Kranker in Gaswagen ermorden lassen. Nach der zwischenzeitlichen Schließung 1943 wurde das Lager 1944 zur „Liquidierung“ des Ghettos Litzmannstadt reaktiviert. Schätzungen zufolge wurden zwischen 1941 und 1944 insgesamt 150.000 Menschen im Vernichtungslager Kulmhof ermordet.

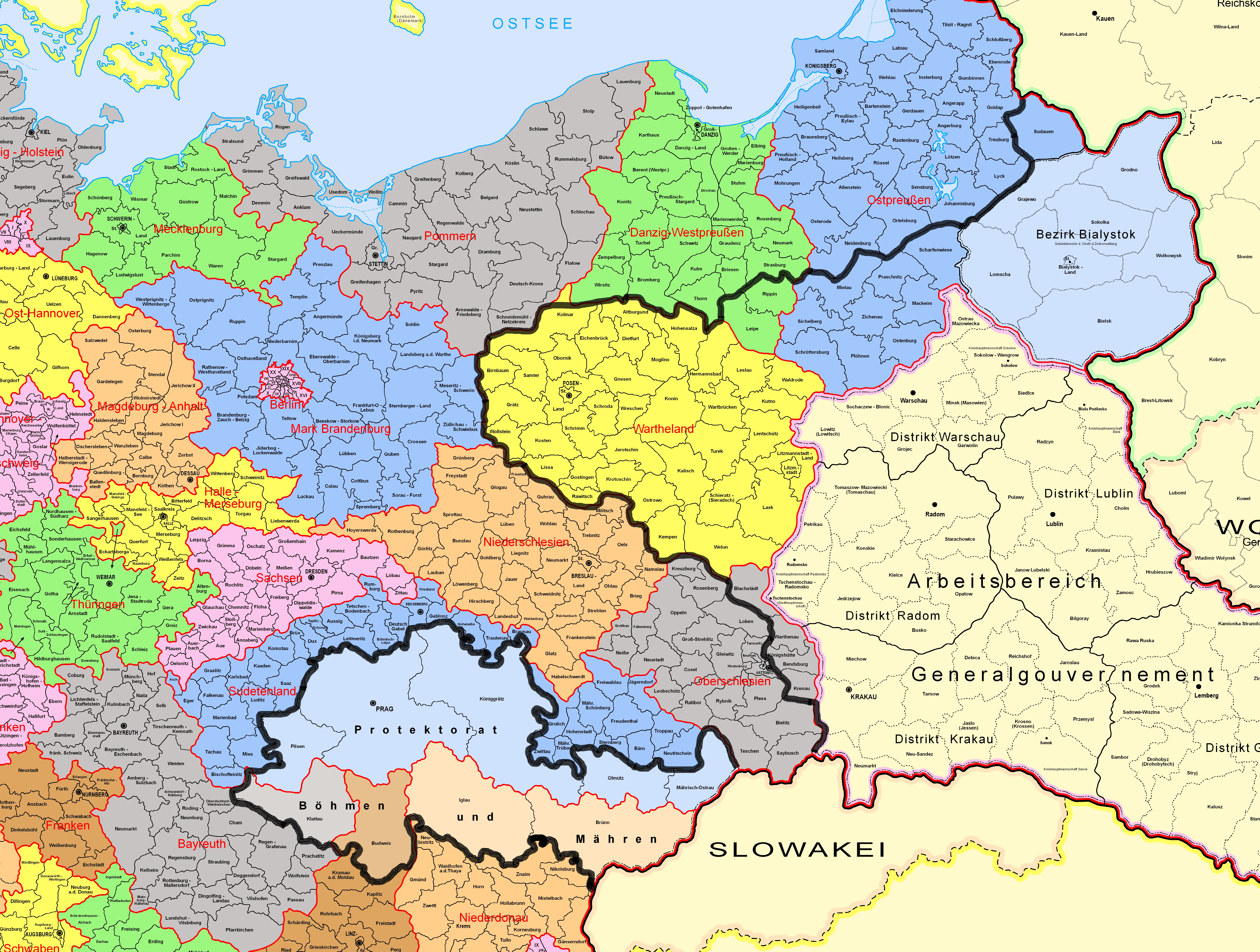
Polizeigrenze zum Wartheland, mit Durchlaßscheinzwang. Stand 1. Juni 1941 (Dicke schwarze Linie)

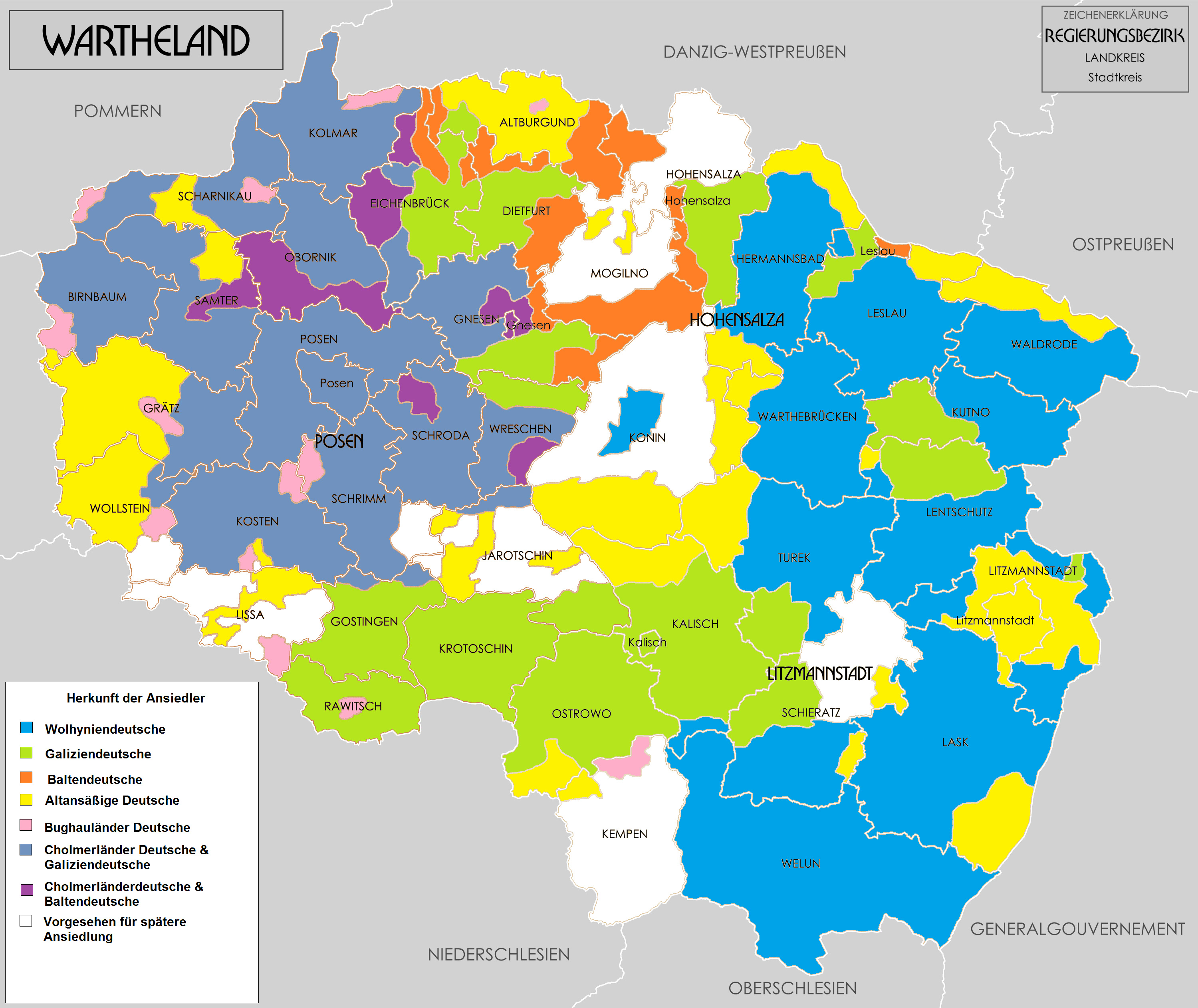
Deutsche Ansiedler im Wartheland, Siedlungsplanung nach Herkunftsregion.

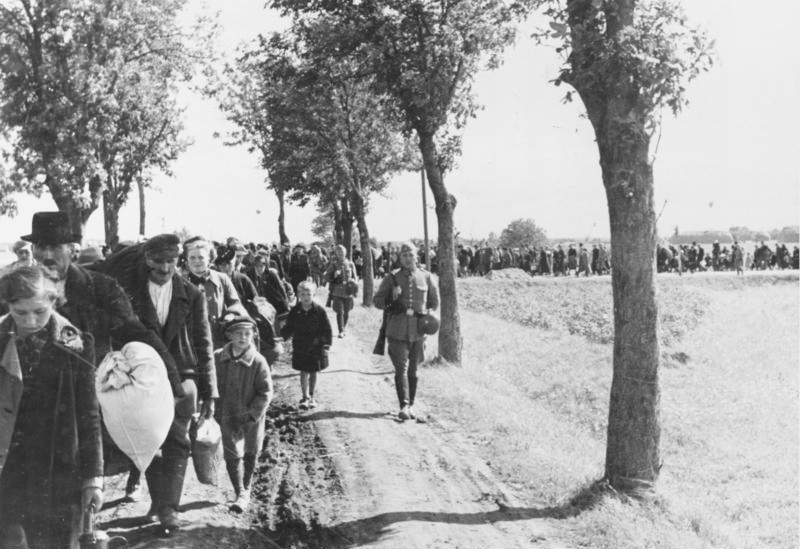
„Polenevakuierung“ oder „Aussiedlung“: Polen auf dem Weg zum Bahnhof, Schwarzenau bei Gnesen 1939
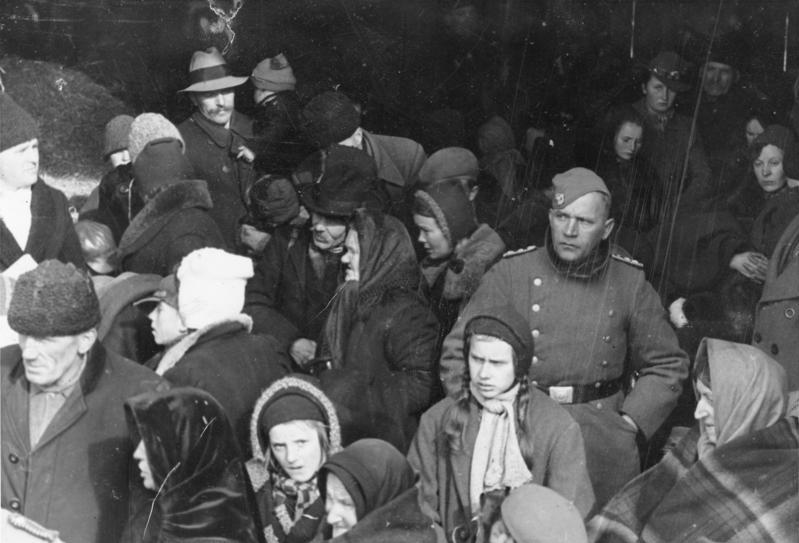
„Polenlager“ am Verteilerpunkt Gelsendorf (Sahirne, Ukraine), 1939
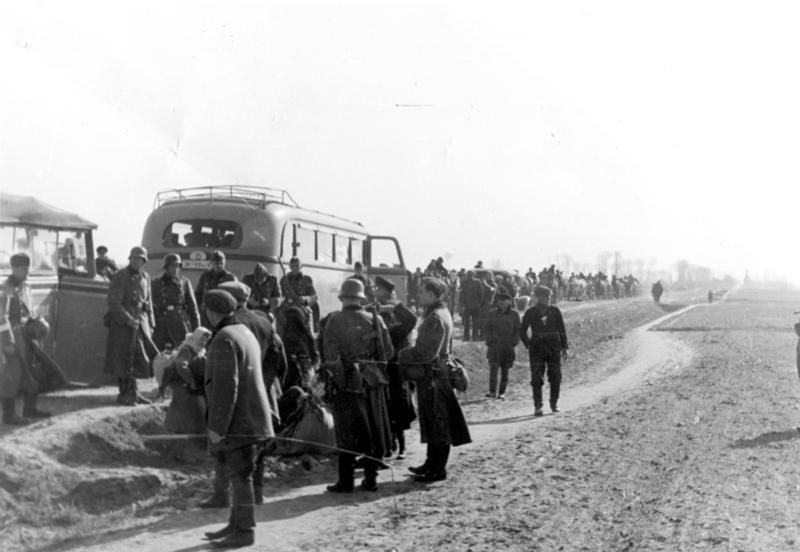
„Aussiedlung“ von Polen, Błonie 1939
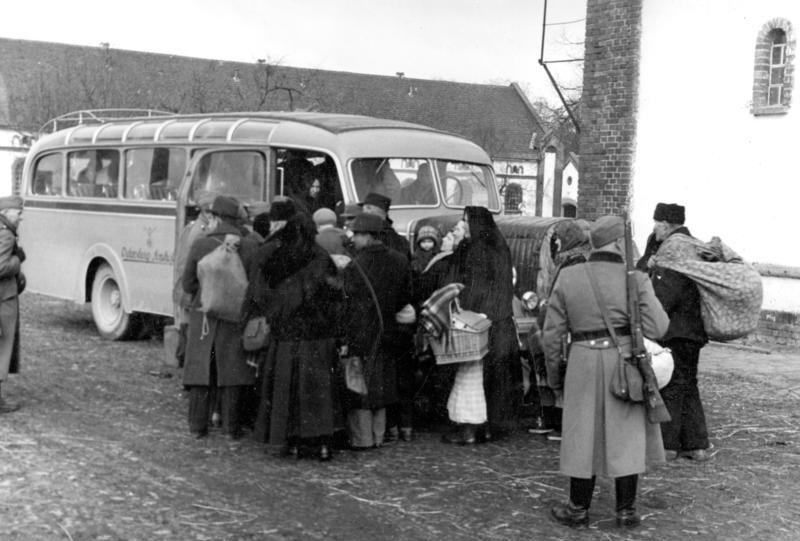
„Aussiedlung“ von Polen, Radungen 1939
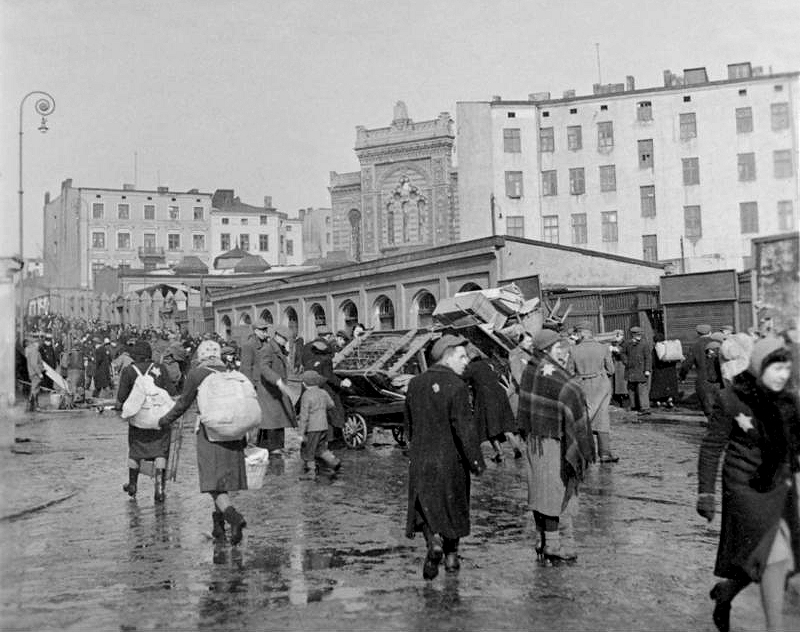
„Umzug“ von Juden in das Ghetto Litzmannstadt, März 1940

### Ansiedlung Volksdeutscher

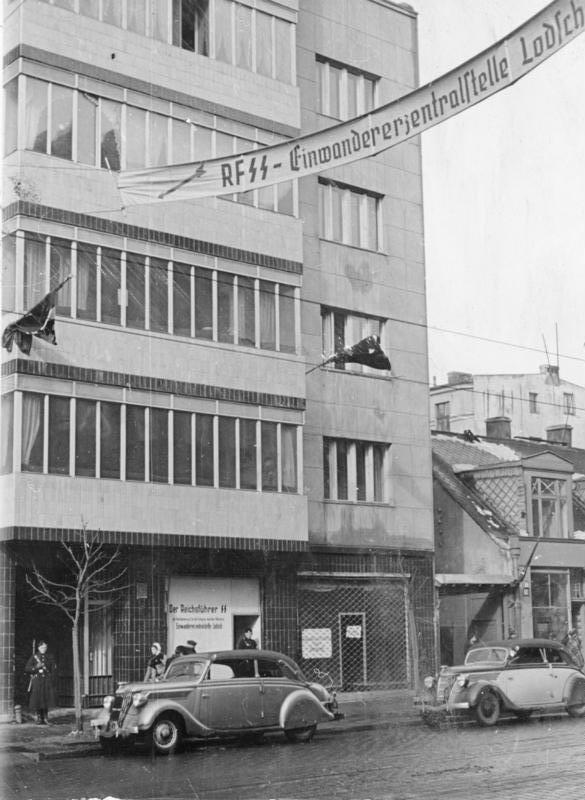
Einwanderer-Zentralstelle Nord-Ost in Lodsch (Łódź), 1939 (ab 1940 Litzmannstadt)

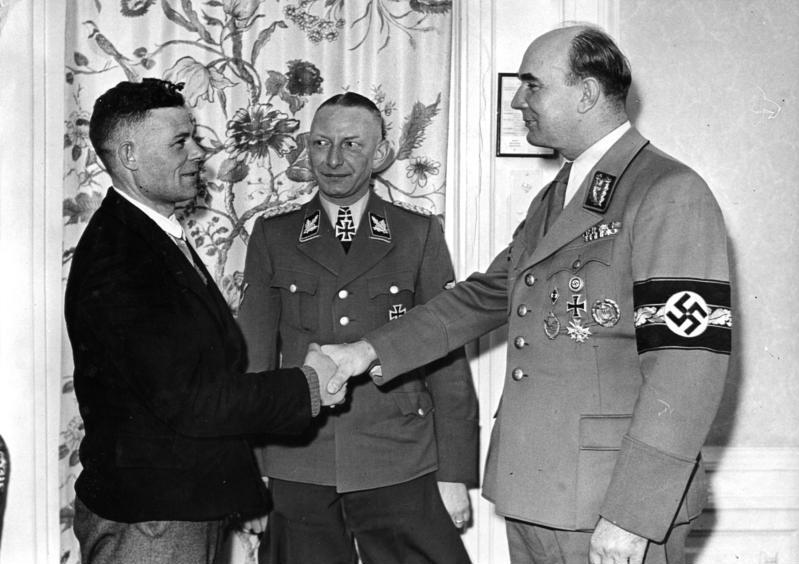
Gauleiter Arthur Greiser begrüßt 1944 in Litzmannstadt (Łódź) den Millionsten deutschen Umsiedler

Im Rahmen des Deutsch-Sowjetischen Grenz- und Freundschaftsvertrages vereinbarten das nationalsozialistische Deutschland und die Sowjetunion 1939 vertraglich eine Aussiedlung deutschstämmiger Bevölkerung aus sowjetischem oder als der Sowjetunion zugehörig betrachtetem Gebiet. Dies betraf vorwiegend die baltischen Staaten. Die betroffenen Menschen hatten die Option, sich zwischen Ausreise und Dableiben zu entscheiden, jedoch wählten die meisten auf Grund der drohenden Annexion Estlands, Lettlands und Litauens die Ausreise. Eine ähnliche Entwicklung gab es in Südosteuropa, das im geheimen Zusatzprotokoll des Hitler-Stalin-Paktes der Sowjetunion als Interessengebiet zugestanden wurde. Der Unterschied bestand aber darin, dass die Sowjetunion Ende Juni 1940 Bessarabien und Teile der Bukowina annektiert hatte.
Auch nach März 1941 konzentrierte sich die NS-Politik zunehmend auf die Ansiedlung deutscher Bevölkerung im Wartheland. Hierzu wurde eine Vielzahl von Volksdeutschen aus eroberten Gebieten der Sowjetunion angesiedelt. Ab 1941 wurden die Bessarabiendeutschen, die Bukowinadeutschen und die Dobrudschadeutschen zumeist ins Wartheland umgesiedelt. Diese Umsiedelung verlief oft chaotisch und desorganisiert. Zuvor waren die Umsiedler monate- bis jahrelang in Hunderten von Lagern der Volksdeutschen Mittelstelle (VoMi) untergebracht. Im Ansiedlungsgebiet nahmen Stellen der deutschen Besatzungsmacht den polnischen Besitzern unter Gewaltandrohung ihre Höfe ab und übertrugen sie den deutschen Ansiedlern.

### Besetzung durch die Rote Armee
Das Ende des Reichsgaus Wartheland kam mit der Großoffensive der Roten Armee im Januar 1945. Nachdem die Ostfront für mehrere Monate ruhig gewesen war, starteten die sowjetischen Truppen am 12. Januar ihre Weichsel-Oder-Operation. Schon in den ersten Tagen konnte dabei die deutsche Front völlig zerschlagen werden und die sowjetischen Truppen rückten ohne militärisch relevanten Widerstand in nur zwei Wochen bis an die Oder vor.
Am 16. Januar überschritt die Rote Armee die Grenze des Reichsgaus und schon am nächsten Tag wurde mit „Litzmannstadt“ (Łódź) die größte Stadt im Wartheland eingenommen. In nur einer Woche wurde fast das gesamte Gaugebiet erobert, so die größeren Städte Leslau und Hohensalza am 20. Januar, Gnesen am 21. Januar und schließlich Kalisch am 23. Januar.
Am 22. Januar erreichten die Angriffsspitzen der Roten Armee die Verwaltungshauptstadt Posen, die wenige Tage zuvor zur Festung erklärt worden war. Der Festungskommandant Oberst Ernst Gonell kommandierte dort eine Besatzung von 30.000 bis 60.000 Soldaten, die aus zurückflutenden Einheiten der Wehrmacht und allen sonst zur Verfügung stehenden Kampfeinheiten zusammengestellt worden war. Obwohl die Rote Armee schon längst die Oder erreicht hatte und die militärische Lage aussichtslos war, tobte im Bereich der eingekesselten Festung Posen noch einen Monat lang eine blutige Schlacht mit furchtbaren Häuserkämpfen. Erst mit der Kapitulation der letzten deutschen Verbände im Kernwerk der alten preußischen Festung am 23. Februar 1945 um 6:00 Uhr morgens war das gesamte Wartheland endgültig unter sowjetischer Kontrolle.

### Flucht und Vertreibung der deutschen Bevölkerung
Da die Wucht der Winteroffensive der Roten Armee im Januar 1945 und die eigene militärische Stärke von der Gauleitung völlig falsch eingeschätzt wurden, erfolgte die Evakuierung der deutschen Bevölkerung aus dem Wartheland sehr spät und unter chaotischen Bedingungen. Als am 16. Januar die ersten sowjetischen Verbände in das Gaugebiet vorrückten, wurde die Bevölkerung noch zur Ruhe aufgefordert. Noch am 19. Januar war in den lokalen deutschsprachigen Zeitungen zu lesen, der Gau bleibe auf ewig deutsch. Erst am folgenden Tag, dem 20. Januar, gab die Gauleitung dem Drängen der Wehrmacht und des Befehlshabers des Wehrkreises XXI Posen, General Walter Petzel, nach, die deutsche Bevölkerung des Warthelandes zu evakuieren. Gauleiter Greiser setzte sich noch am selben Tag mit dem größten Teil der Parteiführung nach Berlin ab, sein Stellvertreter Kurt Schmalz wurde mit der Führung des Gaus beauftragt.
Die sogenannte Evakuierung der deutschen Zivilbevölkerung erfolgte in den folgenden Tagen größtenteils in ungeordneter Flucht, so dass der extrem kalte Winter und die schnell vorrückenden Verbände der Roten Armee große Opfer unter der Zivilbevölkerung forderten. Die verbliebene deutschstämmige Bevölkerung, vor allem ältere Menschen und Personen, die nicht mehr rechtzeitig hatten fliehen können, wurden in den folgenden Monaten von den neu eingesetzten polnischen Behörden enteignet und vertrieben.
Die Landsmannschaft Weichsel-Warthe fungiert seit 1949 als Interessenverband der Vertriebenen aus dem Wartheland und engagiert sich für den Erhalt des kulturellen Erbes der Region und für die deutsch-polnische Verständigung.

## Politik

### Verwaltung
Der Reichsstatthalter hatte seine Residenz im ausgebauten Posener Schloss.
Das Wartheland teilte sich in drei Regierungsbezirken mit mehreren Stadt- und Landkreisen.
Während die Grenzen der Regierungsbezirke völlig neu bestimmt wurden, blieb es hinsichtlich der Kreise im Wesentlichen bei den früheren polnischen Abgrenzungen.
Zum Sitz der Regierungsbezirke wurden die Städte Hohensalza (Inowrocław), Kalisch (Kalisz) und Posen (Poznań) bestimmt.
Nach der endgültigen Festlegung der Ostgrenze östlich der Stadt Lodsch (Łódz) verlegte der Regierungspräsident in Kalisch zum 1. April 1940 seinen Sitz nach Lodsch. Am 11. April 1940 wurde diese Stadt zu Ehren des deutschen Generals Karl Litzmann, der dort als Kommandeur der 3. Garde-Infanterie-Division im Ersten Weltkrieg erfolgreich gekämpft hatte, in „Litzmannstadt“ umbenannt.
Zum 15. Februar 1941 änderte sich auch die Bezeichnung des Regierungsbezirkes Kalisch in Litzmannstadt.
Der Reichsgau Wartheland hatte insoweit eine Sonderstellung inne, als er vom alten Reichsgebiet weiterhin durch eine Polizeigrenze getrennt blieb (mit Passierscheinzwang). Diese sollte sicherstellen, dass keine unkontrollierte Bevölkerungsfluktuation zum Altreich stattfand.
Im Übrigen unterstanden dem Reichsstatthalter in Posen auch alle staatlichen Sonderverwaltungen mit Ausnahme der Reichspost und der Reichsbahn. Das galt insbesondere auch für die Justiz. So sollte der Reichsgau als „Experimentierfeld“ genutzt werden können.

### Rolle der SS
Am 26. Oktober 1939 wurde der spätere SS-Obergruppenführer und General der Waffen-SS Wilhelm Koppe zum Höheren SS- und Polizeiführer (HSSPF) im Warthegau mit Sitz in Posen ernannt. Als solcher war er der Repräsentant des Reichsführer SS Heinrich Himmlers im Reichsgau Wartheland. Die SS war verantwortlich für die Vertreibung von 100.000 Juden und 200.000 Polen ins Generalgouvernement, um für deutsche Siedler, vor allem Deutsch-Balten, Platz zu machen. Koppe war auch Organisator der Deportationen von Juden ins Ghetto Litzmannstadt und ins Vernichtungslager Kulmhof. Die ersten Massenmorde an Gefangenen mittels Gaswagen waren außerdem unter dem Befehl der SS und durch arbeiteiliges Handeln mit der Verwaltung im Warthegau unter Arthur Greiser vorangetrieben. Obwohl die personelle Hoheit der eingesetzten Sicherheitskräften bei Wilhelm Koppe lag, hatte die administrative Verwaltung unter Greiser die Verantwortung für die Lösung der regionalen Endlösung.

### Kommunalverfassung
Zum 1. Januar 1940 wurden die Städte, die bereits nach polnischem Recht außerhalb eines Kreisverbandes standen, als Stadtkreise nach deutschem Recht anerkannt. Ihnen wurde gleichzeitig die Deutsche Gemeindeordnung verliehen, welche die Durchsetzung des „Führerprinzips“ auf Gemeindeebene vorsah. Mit dem 1. April 1940 wurde in allen übrigen Gemeinden die Verwaltung durch deutsche Amtskommissare eingeführt, die in den meisten größeren Städten später nach der Einführung der Deutschen Gemeindeordnung durch Bürgermeister abgelöst wurden. Die erste kreisangehörige Stadt, der die Deutsche Gemeindeordnung verliehen wurde, war Kempen (1. April 1941) im gleichnamigen Kreis, die letzte Zirke im Landkreis Birnbaum (Wartheland) zum 1. April 1944.
Die Landkreise wurden in entsprechender Anwendung des Sudetengaugesetzes vom 14. April 1939 verwaltet. Danach waren sie sowohl staatliche Verwaltungsbehörden als auch Selbstverwaltungskörperschaften. Der Landrat, der meist zugleich Kreisleiter der NSDAP war, führte die gesamte staatliche Verwaltung in der Kreisstufe. Damit sollte ein Eigenleben von Sonderbehörden verhindert werden.
Durch unveröffentlichten Erlass vom Dezember 1939 galten vorläufig hinsichtlich der bisher polnischen Ortsnamen die bis 1918 gültigen deutschen Ortsnamen. Diese globale Rückbenennung war möglich, da noch das gesamte deutsche Kartenwerk für die 1920 an Polen abgetretenen Gebiete (auch) die früheren deutschen Ortsnamen weitergeführt hatte. Für die polnischen Gebiete östlich der Reichsgrenze von 1918 galten vorläufig weiterhin die bislang polnischen Bezeichnungen.
Im Laufe der nächsten Jahre erfolgten teilweise wilde Eindeutschungen von Ortsnamen, meist auf Kreisebene. Ab 18. Mai 1943 legte der Reichsstatthalter mit Zustimmung des Reichsministers des Innern alle Namen von Orten mit Postdienststellen, Bahnhöfen, Haltepunkten und Güterladestellen endgültig in einer deutschen Form fest. Die vorbereitete Umbenennung der restlichen Orte kam nicht mehr zum Zuge.

### NSDAP
Deckungsgleich mit dem Gebiet des staatlichen Reichsgaues war das Gebiet des (Partei-)Gaues Wartheland der NSDAP (verkürzt auch Warthegau genannt). Er gab im Nachhinein auch dem staatlichen Bezirk seinen Namen, der zunächst Reichsgau Posen geheißen hatte.
Der Sitz der Gauleitung befand sich in Posen, Gauleiter war seit dem 21. Oktober 1939 der wenig später zum Reichsstatthalter ernannte Arthur Greiser.
Der Gau Wartheland gliederte sich entsprechend der staatlichen Einteilung in Kreise der NSDAP, an deren Spitze Kreisleiter standen. Wegen des geringen deutschen Bevölkerungsanteils umfassten einige Kreise der NSDAP das Gebiet mehrerer staatlicher Kreise.

### Wehrmacht
Das Wartheland war in die Wehrersatzorganisation des Deutschen Reiches einbezogen und bildete dort den Wehrkreis XXI.
An größeren Übungsplätzen für die Wehrmacht bestanden der bereits in der kaiserlichen Zeit angelegte Truppenübungsplatz Warthelager nordwestlich von Posen und in den bis 1939 polnischen Gebieten der Truppenübungsplatz Schieratz im gleichnamigen Landkreis. Dieser war so groß angelegt, dass dort mehrere Divisionen gleichzeitig üben konnten. Außerdem nutzte die Wehrmacht drei kleinere Truppenübungsplätze: Waldowsee, Schrimm und Welun.

### Kirchenpolitik
Den Kirchen im Reichsgau Wartheland wurde der Status als Körperschaft des öffentlichen Rechts entzogen, und sie wurden nur noch als privatrechtliche Vereine behandelt. Die organisatorische Zugehörigkeit zu „Gruppen außerhalb des Gaues“ wurde verboten und es wurde ferner verfügt, dass Deutsche und Polen nicht mehr in einer Kirche zusammen sein dürften (Nationalitätsprinzip). Die Betätigung in der Wohlfahrtspflege wurde untersagt, um den Monopolstatus der NS-Volkswohlfahrt zu schützen. Stiftungen und Klöster wurden aufgelöst, „da diese der deutschen Sittlichkeit und der Bevölkerungspolitik nicht entsprechen“, und der Beruf der Geistlichen durfte nicht länger hauptamtlich ausgeübt werden. Den Kirchen wurde ferner der Besitz von Eigentum (mit Ausnahme des „Kultraums“), sowie die Annahme von Spenden, die über den Mitgliedsbeitrag hinausgingen, untersagt.

## Wirtschaft und Infrastruktur
Im Wartheland bestand für Lenkung und Überwachung des Wirtschaftslebens eine Wirtschaftskammer in Posen, ferner wurde zur Selbstverwaltung der Wirtschaft eine Industrie- und Handelskammer und eine Handwerkskammer eingerichtet. Im Rahmen des Einsatzes für den totalen Krieg wurden ab 1. Januar 1943 diese Institutionen in einer Gauwirtschaftskammer in Posen zusammengefasst.

### Arbeit
Im Wartheland bestanden für die Arbeitsverwaltung und die Lenkung und Steuerung des nationalsozialistischen „Arbeitseinsatzes“ unter der Leitung des Reichsstatthalters in Posen eine entsprechende Anzahl von Arbeitsämtern zur Verfügung. Im Rahmen des „Einsatzes für den totalen Krieg“ wurden in jedem Reichsverteidigungsbezirk Gauarbeitsämter eingerichtet, denen die Aufgaben der bisherigen Landesarbeitsämter und der Reichstreuhänder der Arbeit übertragen wurden. Damit entstand in Posen das entsprechende Gauarbeitsamt Wartheland, das am 1. September 1943 seinen Dienstbetrieb aufnahm.

### Justiz
Das Wartheland bildete den Oberlandesgerichtsbezirk Posen. Es bestanden ferner die Landgerichte Gnesen, Hohensalza, Kalisch, Leslau (seit dem 1. Januar 1941), Lissa, Litzmannstadt, Ostrowo und Posen mit der entsprechenden Anzahl von Amtsgerichten. Wegen kriegsbedingten Personalmangels wurden ab 1. April 1944 die Aufgaben des Landgerichts Ostrowo vom Landgericht Kalisch übernommen.
Ferner gab es wie im Deutschen Reich Sondergerichte, und zwar in Hohensalza, Kalisch, Leslau, Litzmannstadt und Posen.

### Post
Das Post- und Fernmeldewesen wurde seit dem 13. September 1939 durch die „Deutsche Dienstpost Osten“ wahrgenommen. Deren Leitung wurde zunächst von den Postbeauftragten bei den Militärbefehlshabern in Posen und Łódź und von den Beauftragten bei den Reichspostdirektionen in Breslau und Frankfurt (Oder) wahrgenommen. Nach der Eingliederung in das Deutsche Reich wurde allein der Aufbaustab der Reichspostdirektion in Posen zuständig. Am 1. Dezember 1939 nahm die Reichspostdirektion in Posen ihren vollen Betrieb auf und ab April 1940 war im gesamten Gebiet des Warthelandes der Postbetrieb soweit sichergestellt, dass die Deutsche Dienstpost Osten aufgehoben werden konnte. Nunmehr war allein die Reichspost zuständig.
Seit Oktober 1943 war das Wartheland in das reichsdeutsche System der Postleitzahlen eingebunden. Es galt für das gesamte Gebiet die Postleitzahl 6.

### Landwirtschaft
Im Rahmen der Organisation des nationalsozialistischen Reichsnährstandes wurde für das Gebiet des Reichsgaues die Landesbauernschaft Wartheland eingerichtet.
Bei der Behörde des Reichsstatthalters in Posen wurde ferner ein Landesforstamt gebildet mit der entsprechenden Anzahl von Forstämtern zur Verwaltung der privaten und staatlichen Forsten.

### Verkehr
Im Laufe des Vormarsches der Wehrmacht beim Überfall auf Polen wurden zur Sicherung und Wiederherstellung des polnischen Eisenbahnnetzes die Eisenbahndirektionen in Posen und Lodsch gegründet, die später seit dem 1. Dezember 1939 zur neuen Reichsbahndirektion in Posen zusammengelegt wurden. Das Bahnnetz umfasste den gesamten Reichsgau.
Seit Oktober 1940 wurden durch das Otto-Programm die größeren West-Ost-Eisenbahnstrecken durch das Generalgouvernement nach Kriegsschäden wiederhergestellt und ausgebaut, so dass sich ihre Transportkapazität vervielfachte, insbesondere die Eisenbahnstrecke Lodsch via Radom und Demblin nach Lublin.
Das Unterscheidungskennzeichen im Kraftverkehr für im Wartheland zugelassene Kraftfahrzeuge war P.

## Verwaltungsgliederung (1945)

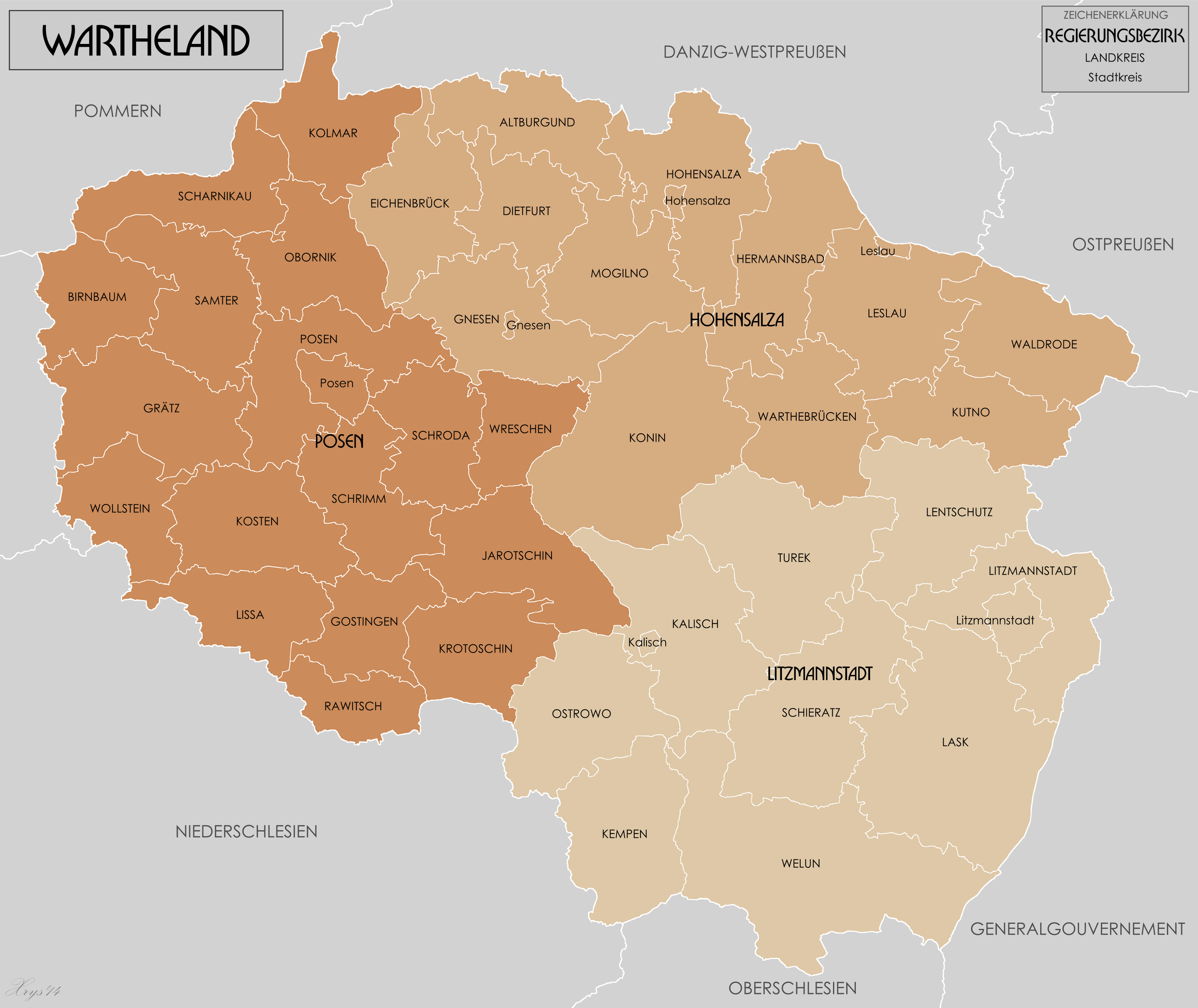
Regierungsbezirke und Kreise im Reichsgau Wartheland (August 1943)

### Regierungsbezirk Hohensalza

#### Stadtkreise
1. Gnesen
2. Hohensalza
3. Leslau

#### Landkreise
1. Altburgund
2. Dietfurt (Wartheland)
3. Eichenbrück
4. Gnesen
5. Hermannsbad (Sitz: Weichselstädt)
6. Hohensalza
7. Konin
8. Kutno
9. Leslau
10. Mogilno
11. Waldrode
12. Warthbrücken

### Regierungsbezirk Litzmannstadt

#### Stadtkreise
1. Kalisch
2. Litzmannstadt

#### Landkreise
1. Kalisch
2. Kempen (Wartheland)
3. Lask (Sitz: Pabianitz)
4. Lentschütz (Sitz: Brunnstadt)
5. Litzmannstadt
6. Ostrowo
7. Schieratz
8. Turek
9. Welun

### Regierungsbezirk Posen

#### Stadtkreise
1. Posen

#### Landkreise
1. Birnbaum (Wartheland)
2. Gostingen
3. Grätz (Wartheland)
4. Jarotschin
5. Kolmar (Wartheland)
6. Kosten (Wartheland)
7. Krotoschin
8. Lissa (Wartheland)
9. Obornik
10. Posen
11. Rawitsch
12. Samter
13. Scharnikau (Wartheland)
14. Schrimm
15. Schroda
16. Wollstein
17. Wreschen

## Film
- Blutiger Boden, deutscher Raum. Die Siedlungspläne der SS, Dokumentarfilm, 52 min, ORF/3sat/Hengster Filmproduktion 2024, Buch und Regie: Andreas Kurz.